# 苏丹红G
苏丹红G或称为溶剂红1（Solvent Red I）是一种黄红色的偶氮染料，分子式C17H14N2O2，曾被作为溶剂染料和食用色素，欧洲食品安全局认为其具有基因毒性和致癌性。